# Joël Chenal
Joël Chenal (ur. 10 października 1973 w Moûtiers) – francuski narciarz alpejski, srebrny medalista olimpijski.

## Kariera
Po raz pierwszy na arenie międzynarodowej Joël Chenal pojawił się w 1991 roku, podczas mistrzostw świata juniorów w Geilo. W swoim jedynym starcie zajął tam 70. miejsce w zjeździe. Na rozgrywanych rok później mistrzostwach świata juniorów w Mariborze jego najlepszym wynikiem było jedenaste miejsce w slalomie gigancie i supergigancie. W zawodach Pucharu Świata zadebiutował 19 listopada 1995 roku w Vail, gdzie nie ukończył drugiego przejazdu w slalomie. Pierwsze pucharowe punkty wywalczył 22 grudnia 1996 roku w Alta Badia, zajmując 22. miejsce w gigancie. Po raz pierwszy na podium zawodów tego cyklu stanął trzy lata później, 19 grudnia 1999 roku w Alta Badia, gdzie okazał się najlepszy w gigancie. W zawodach tych wyprzedził dwóch Austriaków: Hermanna Maiera oraz Rainera Salzgebera. W kolejnych latach na podium stawał jeszcze trzykrotnie: 26 lutego 2000 roku w Yongpyong był trzeci, 8 marca 2000 roku w Kranjskiej Gorze zajął drugie miejsce, a 26 października 2003 roku w Sölden ponownie był trzeci w gigancie. Najlepsze wyniki osiągnął w sezonie 1999/2000, kiedy to zajął 22. miejsce w klasyfikacji generalnej, a w klasyfikacji giganta był piąty. W klasyfikacji giganta był również ósmy w sezonie 2003/2004 i dziewiąty w sezonie 2001/2002.
Największy sukces w karierze osiągnął w 2006 roku, kiedy podczas igrzysk olimpijskich w Turynie wywalczył srebrny medal w slalomie gigancie. W zawodach tych rozdzielił na podium Austriaków Benjamina Raicha oraz Hermanna Maiera. Po pierwszym przejeździe zajmował drugie miejsce, tracąc do prowadzącego François Bourque'a z Kanady 0,19 sekundy. W drugim przejeździe był szybszy od Kanadyjczyka, jednak obu wyprzedził Raich. Francuz zajął ostatecznie drugie miejsce o 0,07 sekundy za Raichem i 0,09 sekundy przed Maierem. Był to jedyny medal wywalczony przez Chenala na międzynarodowej imprezie tej rangi. Na rozgrywanych osiem lat wcześniej igrzyskach w Nagano Francuz był ósmy w slalomie. W swojej koronnej konkurencji był też między innymi jedenasty na mistrzostwach świata w St. Anton w 2001 roku i dziewiąty podczas mistrzostw świata w Sankt Moritz dwa lata później. Kilkukrotnie zdobywał medale mistrzostw Francji, w tym złote w gigancie w latach 1998 i 2006. W 2009 roku zakończył karierę.

## Osiągnięcia

### Igrzyska olimpijskie
| Miejsce | Dzień     | Rok  | Miejscowość    | Konkurencja | Czas biegu  | Strata  | Zwycięzca          |
| ------- | --------- | ---- | -------------- | ----------- | ----------- | ------- | ------------------ |
| DSQ     | 19 lutego | 1998 | Nagano         | Gigant      | 2:38,51 min | –       | Hermann Maier      |
| 8.      | 21 lutego | 1998 | Nagano         | Slalom      | 1:49,31 min | +2,20 s | Hans Petter Buraas |
| 21.     | 21 lutego | 2002 | Salt Lake City | Gigant      | 2:23,28 min | +3,80 s | Stephan Eberharter |
| 2.      | 20 lutego | 2006 | Turyn          | Gigant      | 2:35,00 min | +0,07 s | Benjamin Raich     |

### Mistrzostwa świata
| Miejsce | Dzień     | Rok  | Miejscowość          | Konkurencja | Czas biegu  | Strata  | Zwycięzca            |
| ------- | --------- | ---- | -------------------- | ----------- | ----------- | ------- | -------------------- |
| 22.     | 12 lutego | 1999 | Vail                 | Gigant      | 2:19,31 min | +4,15 s | Lasse Kjus           |
| 11.     | 8 lutego  | 2001 | St. Anton am Arlberg | Gigant      | 2:23,80 min | +1,67 s | Michael von Grünigen |
| 9.      | 12 lutego | 2003 | Sankt Moritz         | Gigant      | 2:45,93 min | +1,06 s | Bode Miller          |
| DNF1    | 9 lutego  | 2005 | Bormio               | Gigant      | 2:50,41 min | -       | Hermann Maier        |
| 22.     | 14 lutego | 2007 | Åre                  | Gigant      | 2:19,64 min | +2,93 s | Aksel Lund Svindal   |

### Mistrzostwa świata juniorów
| Miejsce | Dzień       | Rok  | Miejscowość | Konkurencja | Czas biegu  | Strata  | Zwycięzca      |
| ------- | ----------- | ---- | ----------- | ----------- | ----------- | ------- | -------------- |
| 70.     | 11 kwietnia | 1991 | Geilo       | Zjazd       | 1:05,48 min | +5,17 s | Ivan Bormolini |
| 38.     | 25 lutego   | 1992 | Maribor     | Zjazd       | 1:19,48 min | +2,06 s | Michael Makar  |
| 11.     | 26 lutego   | 1992 | Maribor     | Supergigant | 1:08,11 min | +1,36 s | Tobias Hellman |
| 11.     | 28 lutego   | 1992 | Maribor     | Gigant      | 2:04,26 min | +2,49 s | Michel Stuffer |
| 14.     | 1 marca     | 1992 | Maribor     | Slalom      | 1:13,55 min | +2,86 s | Tobias Hellman |

### Puchar Świata

#### Miejsca w klasyfikacji generalnej
- sezon 1996/1997: 57.
- sezon 1997/1998: 34.
- sezon 1998/1999: 41.
- sezon 1999/2000: 22.
- sezon 2000/2001: 65.
- sezon 2001/2002: 37.
- sezon 2002/2003: 42.
- sezon 2003/2004: 44.
- sezon 2004/2005: 44.
- sezon 2005/2006: 51.
- sezon 2006/2007: 60.
- sezon 2007/2008: 68.
- sezon 2008/2009: 82.

#### Miejsca na podium
1. Alta Badia – 19 grudnia 1999 (gigant) – 1. miejsce
2. Yongpyong – 26 lutego 2000 (gigant) – 3. miejsce
3. Kranjska Gora – 8 marca 2000 (gigant) – 2. miejsce
4. Sölden – 26 października 2003 (gigant) – 3. miejsce